# Mont Ulia
Le mont Ulia, aussi nommé Uliamendi (officiellement Monte Ulia), est une crête mineure située à l'est de Saint-Sébastien dans la communauté autonome basque en Espagne, atteignant 231 mètres d'altitude à son point culminant. Le mont domine une chaîne qui s'étend le long de la côte et s'enfonce dans le détroit menant à la baie de Pasaia avec Saint-Sébastien à l'ouest et la plage de Zurriola et le quartier de Gros situés juste en dessous. Cette situation privilégiée fait de l'endroit une zone de loisirs importante et romantique dès le début du XXe siècle.
En 1530, le mont Ulia, appelé à cette époque selon son nom gascon de mont Mirall, avait à son sommet un point d'observation des baleines migratrices passant au large de la côte basque alors qu'elles s'approchaient de l'entrée de la plage de Zurriola. Les observateurs prévenaient alors les baleiniers de Saint-Sébastien de leur présence au moyen d'un feu de joie.
Plus tard, l'extrémité ouest de la crête se détachant sur la mer, à savoir le Monpas, a pris une valeur stratégique pour une courte période après 1898 et est devenue un bastion de la défense militaire espagnole avec des couloirs cachés, des installations militaires et des batteries, prêts pour une attaque depuis l'océan.
Un émetteur de radiodiffusion y est installé. Les programmes de la station de radio périphérique Radio Océan / Atlantic 2000 à destination de la France toute proche l'ont utilisé durant les années 1960 et 1970.

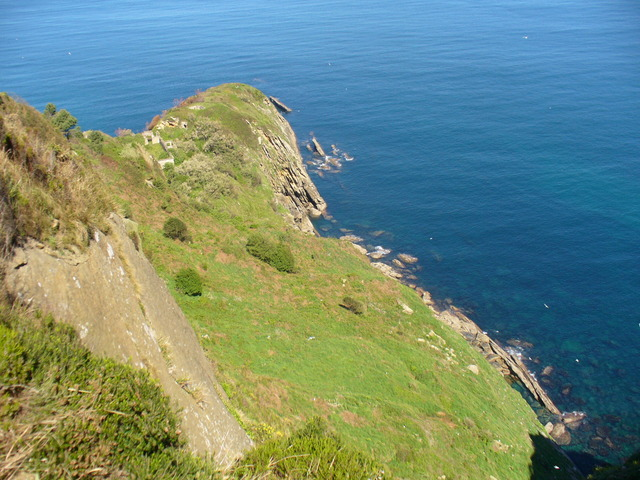
Une vue du mont, côté Monpas.
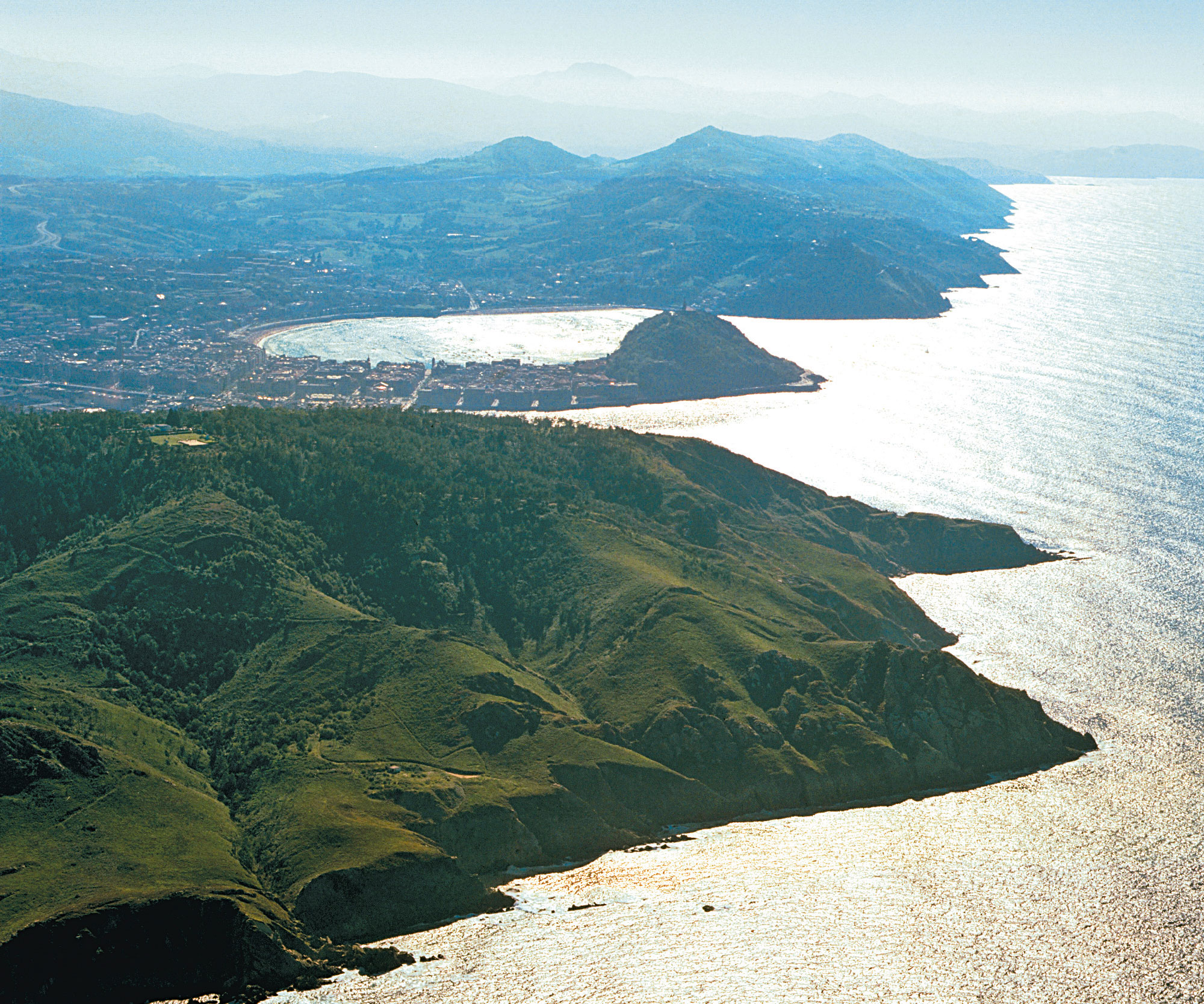
Vue du mont Ulia et de Saint-Sébastien.
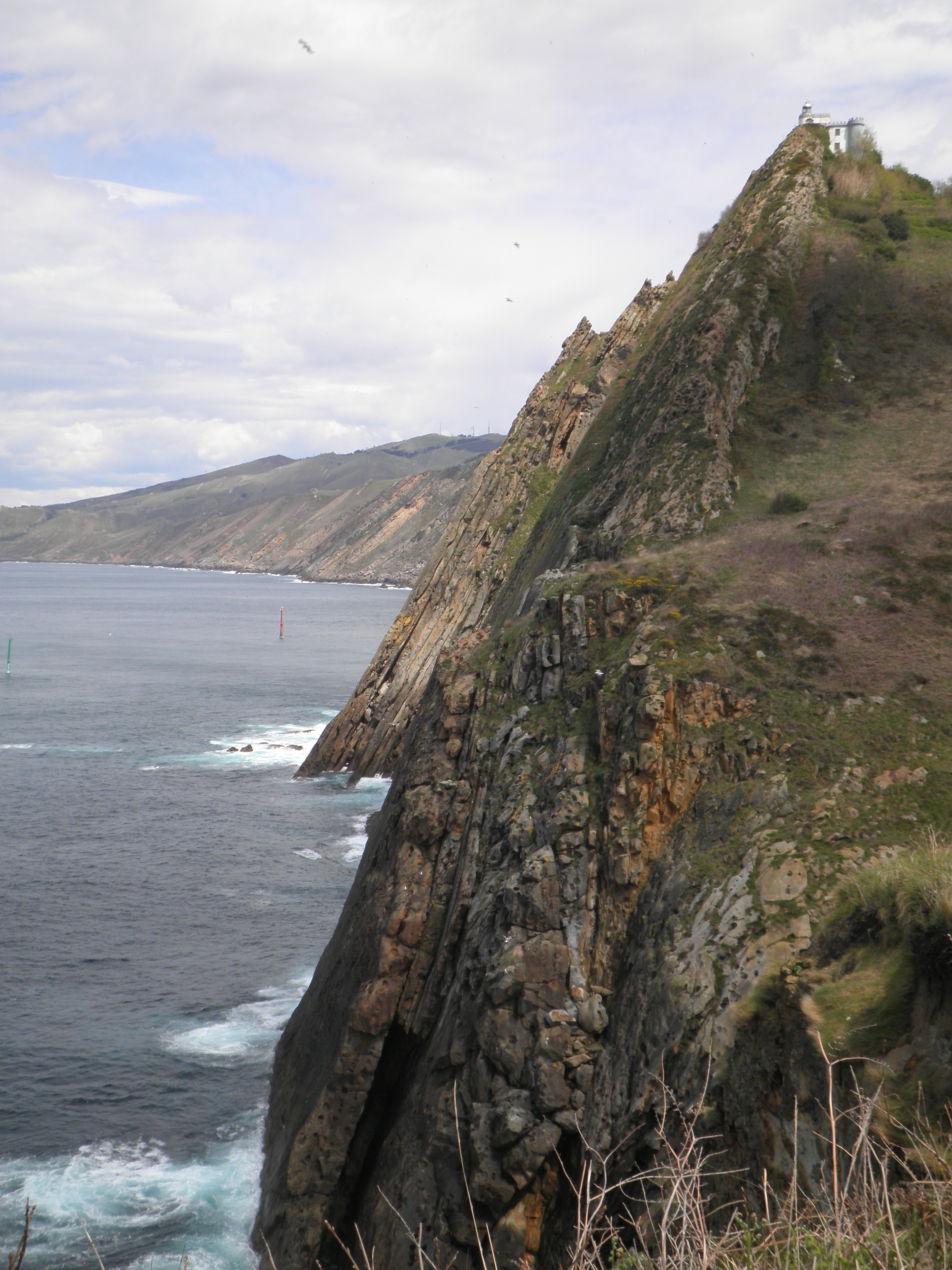
Le phare de la Plata situé au sommet du mont Ulia.
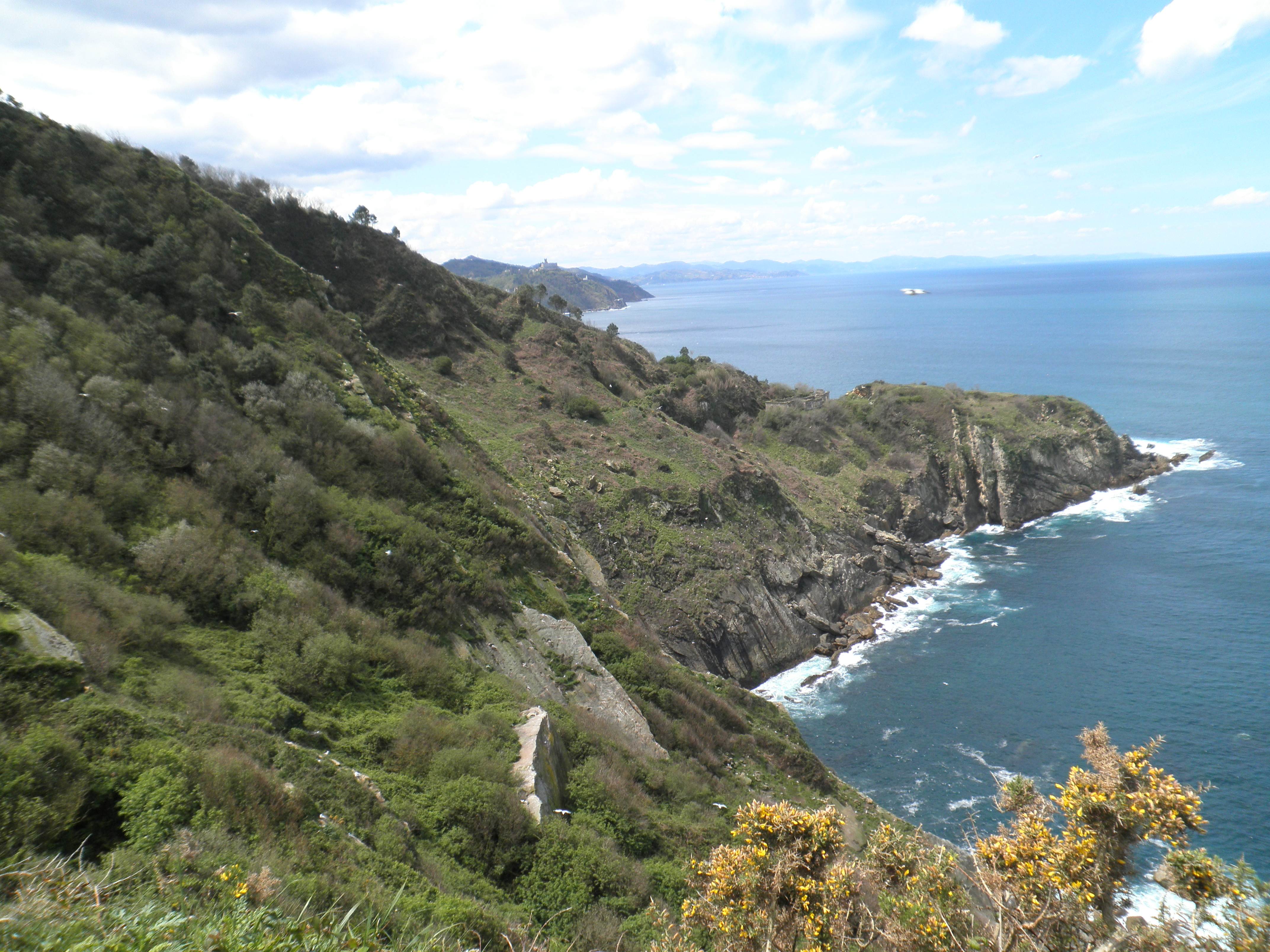
Vue sur la pointe.